# Sollana
Sollana é um município da Espanha, na província de Valência, Comunidade Valenciana. Tem 39,2 km² de área e em 2021 tinha 4 911 habitantes (densidade: 125,3 hab./km²). Pertence à comarca da Ribera Baixa, e limita com os municípios de Valência, Alginet, Benifaió, Picassent, Silla, Albalat de la Ribera, Algemesí e Sueca.